# قشتالة (كعكة)
القشتالة أو الكستيلة أو (نقحرة: كاستيلا) (باليابانية: カステラ) هو نوع من الكعك الإسفنجي ذو شعبية في اليابان مصنوعة من السكر والدقيق والبيض والنشا، وهو شائع جدًا في المقاهي والأماكن العامة ويباع في الطرقات أيضًا.
تشتهر مدينة ناغاساكي بالقشتالة بشكل خاص، حيث أن هذا النوع من الكعك كان قد قدم إلى اليابان عن طريق التجار البرتغاليين في القرن السادس عشر. والاسم مشتق من اللغة البرتغالية بياو دي كاستيلا بمعنى «خبز من قشتالة». تباع القشتالة في علب طويلة يقرب طولها إلى 27 سم.

## تاريخ

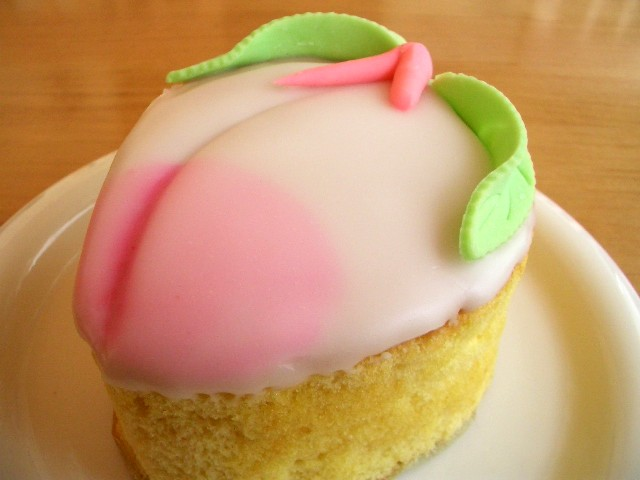
قطعة قشتالة الخوخ.

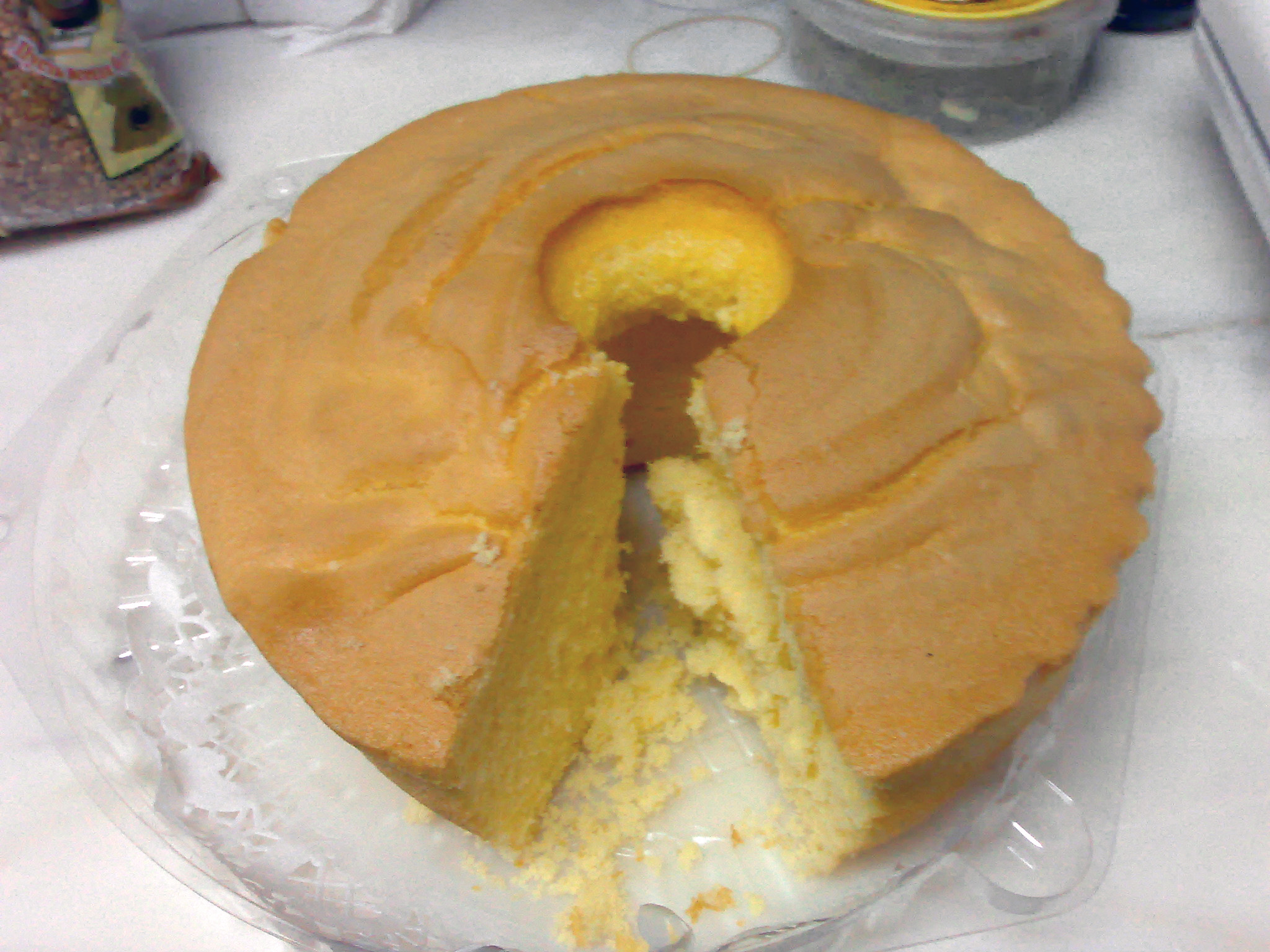
بياو دي لو (Pão de Ló): سلف القشتالة البرتغالية.

وصل البرتغال إلى اليابان في القرن السادس عشر، وسرعان ما بدأت التجارة والعمل التبشيري. كانت ناغاساكي حينها الميناء الوحيد المفتوح للتجارة اليابانية الخارجية. أحضر البرتغال العديد من الأمور الجديدة على الثقافة اليابانية مثل البندقية، التبغ، والقرع، والقشتالة. كان القشتالة قادرًا على البقاء دون أن يفسد لفترة طويلة من الزمن، ولذلك كان من المفيد للبحارة الذين يخرجون في عرض البحر لعدة شهور. في فترة إيدو وبسبب كلفة السكر العالية كان يعتبر من أنواع الحلويات المكلفة.